# Theo Berger
Theo Maximilian Berger (* 25. Januar 1941 in Ludwigsmoos; † 20. November 2003 in Straubing, Bayern) war ein deutscher Gewaltverbrecher, der auch unter den Beinamen „Schöner Theo“, „Al Capone vom Donaumoos“ oder „Ausbrecherkönig“ in Bayern bekannt war.
Berger verbrachte 39 Jahre in Haft oder im Strafvollzug und gehörte damit zu den am längsten inhaftierten Personen in der bundesdeutschen Justizgeschichte.

## Leben

### Jugendjahre
Theo Berger wurde 1941 als zweiter Sohn einer wenig begüterten Bauernfamilie in Ludwigsmoos im Donaumoos geboren. Er hatte sieben Brüder. Berger charakterisierte seine Jugendjahre dahingehend, dass er praktisch ohne Erziehung durch die Eltern aufgewachsen sei. Der Vater habe ihm allenfalls mitgegeben, sich nie etwas gefallen zu lassen und selbstbewusst stets auf dem eigenen Standpunkt zu beharren. Als Heranwachsender eckte er bei Dorfautoritäten an. Lehrer und Pfarrer spürten den Widerwillen des Jungen gegen feste Regeln (so verweigerte er den Kirchenbesuch), was Erziehungsversuche herausforderte. Als der junge Berger sich handgreiflich gegen den Pfarrer und später auch Lehrer zur Wehr setzte, brachte ihm das zeitig einen zwiespältigen Ruf ein. Die einen hätten ihn beinahe bewundert, andere bereits den künftigen „Zuchthäusler“ prophezeit. Berger schilderte sich als eher tagträumenden Typ, mit der Bauernarbeit und den üblichen dörflichen Zerstreuungen wie Fußball, Schützenverein usw. habe er wenig bis nichts anfangen können. Von jeher sei er aber bei Mädchen und Frauen sehr gut „angekommen“, und so nahm Berger früh und intensiv intime Beziehungen mit dem anderen Geschlecht auf. Einen Beruf erlernte er nicht; zur vorgesehenen Ausbildung zum Bäcker bei einem Verwandten kam es nicht. Berger fand aber während des westdeutschen Wirtschaftswunders auch als Ungelernter problemlos Arbeit und verdiente eine Zeit lang recht gut, z. B. als Kraftfahrer. Dies kam etwa im Kauf eines schweren Motorrads (500er) zum Ausdruck, für das er noch nicht einmal die Fahrerlaubnis besaß. Er hatte in seinen bewegten und „wilden“ Jugendjahren viele Freundinnen und wechselte ein paarmal die Arbeitsstellen, mehrmals war er im Krankenhaus, so nach zwei schweren Motorradunfällen und einer Schlägerei. Zur Polizei bestand bereits ein gespanntes Verhältnis; gern provozierte er Beamte auch außer Dienst. Schon im 19. Lebensjahr wurde Berger Vater einer unehelichen Tochter.

### Der Bruch im Leben
Nachdem diverse kleinere Vergehen seit 1956 (Sachbeschädigungen, kleinere Verkehrsdelikte, Schlägereien) zuerst noch glimpflich mit Verwarnungen und Freizeitarrest abgingen, wurde Theo Berger kurz nach seinem 20. Geburtstag verhaftet und vom Landgericht Augsburg im April 1961 wegen Schlägereien, Fahrens ohne Fahrerlaubnis und des mutmaßlichen absichtlichen Umfahrens eines Rollerfahrers mit dem Auto zu einer auch nach damaligen Maßstäben relativ harten Jugendstrafe von drei Jahren verurteilt. Außerdem wurde ihm die Fahrerlaubnis auf Lebenszeit entzogen (diese Maßregel wurde jedoch einige Monate später auf eine 5-jährige Sperre zur Wiedererteilung reduziert. Berger sollte allerdings nie mehr den Führerschein zurückerhalten. In der Zeit auf freiem Fuß veranstaltete er daher ein ständiges Versteckspiel mit der Polizei, griff auf Chauffeure zurück oder benutzte nicht unter Beobachtung der Polizei stehende Autos). Während der ersten Strafhaft lernte Berger mehrere bayerische Gefängnisse kennen. Die Strafe hatte den Willen des jugendlichen Delinquenten brechen sollen, bildete allerdings den Auftakt zu einer kriminellen Karriere. Im Frühjahr 1961 war er Vater der zweiten unehelichen Tochter aus einer anderen Beziehung geworden. Nach der Entlassung Ende März 1963 verhaftete man Berger bereits vier Monate später während der laufenden Bewährung wegen eines Autodiebstahls und Diebstahls.

### Rückfälle
Im Oktober 1965 wurde er aus dem Gefängnis Kaisheim entlassen. Bergers Entschluss, nun neu zu beginnen und ein straffreies Leben zu führen, verflüchtigte sich bald aufgrund ständiger Geldknappheit infolge Zahlungsverpflichtungen von Schulden und Alimenten sowie laufender Lohnpfändungen. Im Mai 1966 beging er in Ludwigsmoos gemeinsam mit dem jüngeren Bruder Alfons den ersten von fünf Banküberfällen während dieses Jahres – noch mit Spielzeugpistolen bewaffnet. Als Theo Berger sich nach einer im Übrigen folgenlosen Familienstreitigkeit im Herbst 1966 im Gewahrsam der Schrobenhausener Polizei befand, entkam er mit Handfesseln nach einem Sprung aus dem Fenster, eine Episode, die nach eigener Einschätzung viel zu seinem späteren Ruf als sogenannter „Ausbrecherkönig“ beitrug.
In der intensiven kriminellen Phase der Jahre 1966/67 konnte Berger als sehr gewandter und rücksichtsloser Autofahrer mehrmals der seinerzeit noch relativ schlecht ausgerüsteten und auf diese Art von Kriminalität wenig vorbereiteten Polizei entkommen, wenn auch nur knapp. Anfang 1967 stand nach Bergers eigener Einschätzung das Risiko in keinem Verhältnis mehr zum Erfolg. Ein Überfall in Berg im Gau, den er alleine beging, scheiterte: Das Bankhalter-Ehepaar leistete Widerstand. Berger musste unverrichteter Dinge den Tatort verlassen. Dazu schrieb er in seinen Erinnerungen: „Mir war nun klar, ich bin einfach nicht fähig, einen Menschen so ohne weiteres niederzuschießen. In dieser Situation und bei den Verbrechen, die ich schon begangen hatte, hätte ich die beiden einfach abknallen müssen, um mein Ziel zu erreichen. Über mein Versagen mußte ich nun nachdenken. Ich war nicht der, für den ich mich gehalten hatte. Damit konnte ich meine Laufbahn als Verbrecher praktisch beenden.“ Kurz darauf wurde Berger in München verhaftet.
Als der sogenannten „Berger-Bande“ im Februar 1967 von der Polizei das Handwerk gelegt wurde – außer Berger wurden sieben weitere Männer verhaftet –, gingen auf ihr Konto sieben Raubüberfälle in drei Bundesländern (neben Bayern Baden-Württemberg und Hessen), 40 Autodiebstähle, 25 Diebstähle aus Autos, ein Autoraub, zwei Betrugsfälle sowie eine Serie von Automatenaufbrüchen. Neben Alfons hatten sich gelegentlich bereits zwei weitere Brüder Bergers kriminell betätigt.
Im März 1968 erhielt Theo Berger eine Zuchthausstrafe von 15 Jahren mit anschließender Sicherungsverwahrung. Er wurde im Zuchthaus Straubing inhaftiert, der größten Anstalt Bayerns, die als besonders ausbruchssicher galt. Dort waren die gefährlichsten Gewaltverbrecher Bayerns mit den längsten Haftstrafen konzentriert. Im Dezember 1968 gelang Berger mit einem Kumpan die erste Flucht aus dem Münchener Schubgefängnis in der Leonrodstraße. Bald folgte ein weiterer Banküberfall, den er allein ausführte.

### „Ruhm“ und Wut
Es wird kolportiert, dass Theo Berger am Höhepunkt seiner kriminellen Karriere die Polizei anrief und ihr die Adresse des Autohauses nannte, bei der er gleich ein Auto stehlen würde, und angab, an welcher Straßenkreuzung er auf sie warten würde. Berger hatte in der Bevölkerung viele Bewunderer und Sympathisanten. Während der Fahndung 1968/69 wurden viele Steckbriefe abgerissen. Öfters fand Theo Berger Unterschlupf bei Verwandten und Bekannten im heimatlichen Donaumoos. Von einem Teil seiner Opfer wurde Berger als Gentleman-Gangster bezeichnet. Die Etikettierung als „Bandenboß“ oder „Al Capone vom Donaumoos“ durch die Boulevardpresse wies er selbst in seiner Autobiographie zurück; eine „Berger-Bande“ habe es eigentlich gar nicht gegeben, seine Komplizen, Freunde und Brüder, hätten von Fall zu Fall mittun können, wie sie wollten, oder dies eben auch sein lassen. Berger machte aus seiner Verbitterung und seinem Hass auf Polizei und Justiz keinen Hehl. Er hielt sich zwar zugute, dass er während seiner Raubzüge nie einen Menschen getötet hätte, allerdings fehlte im März 1969 nicht viel. Wieder auf der Flucht, wurde er im verschneiten Donaumoos unweit seines Elternhauses von einer Polizeistreife gestellt. Berger schoss zweimal mit einem Colt auf einen Polizeimeister, der verletzt zu Boden ging. Die Schüsse auf den Polizisten bewirkten in der Öffentlichkeit einen gewissen Stimmungsumschwung zuungunsten Bergers. Mitte April 1969 konnte er erneut festgenommen werden, nachdem ein früherer Mithäftling der Polizei einen Hinweis auf Bergers Fahrtroute von München ins Donaumoos gegeben hatte.

### Ein Leben hinter Gittern
Vom Schwurgericht München I wurde Berger im Herbst 1969 wegen versuchten Polizistenmordes zu zweimal 15 plus 12 Jahren mit anschließender Sicherungsverwahrung verurteilt und kam wieder nach Straubing. 1970 wurde die Zuchthausstrafe aufgrund der Strafrechtsreform abgeschafft und nunmehr als Freiheitsstrafe bezeichnet. 1973 scheiterte ein Fluchtversuch aus Straubing nach wenigen Minuten. Bei dem Sprung von der Gefängnismauer hatte er sich am Fersenbein verletzt. Es blieb ein dauerhafter Schaden zurück. Bald wurde er von Schmerzen und Gehbehinderung geplagt. Jahrelang mühte sich Berger vergeblich, bei den Justizbehörden eine Behandlung bzw. Operation außerhalb der Anstalt zu erreichen. In der Strafhaft begann er eine Berufsausbildung als Elektriker. Mehrere Jahre seiner Haftzeit verbrachte Berger in Einzelhaft; die Absonderung führte dazu, dass er allmählich an massiven Sprachstörungen litt.
Zwischen 1980 und 1989 schrieb Berger in zwei Teilen einen Lebensbericht mit dem Titel „Ausbruch“. Dies sollte auch zur Therapie seiner Sprachstörungen dienen. Die Schüsse auf die Polizeibeamten schilderte er wie folgt: „Die Bullen verfolgten mich seit Jahren mit geradezu unheimlichen Hass. Und nun lag da einer der ihren im Schnee.“ Von Reue ist in den Erinnerungen kaum die Rede, Berger sah sich von Anfang an als Opfer eines ungerechten Justizsystems. Sein ganzes Sinnen und Trachten war auf immer erneuerte Ausbruchsversuche gerichtet. Die Fluchten Nr. 3 und 4 bei Außenarbeiten bzw. einer Ausführung 1980 und 1983 waren allerdings bereits nach drei Wochen bzw. einer Woche wieder beendet.
Im Juni 1981 war Bergers Bruder Alfons in Ludwigsmoos von der Polizei erschossen worden. Gemeinsam mit seinem jüngeren Bruder Peter soll er im Mai in Weißenburg aus Rache für die Inhaftierung Theo Bergers mit einer Autobombe einen Anschlag auf zwei Polizisten verübt haben. Die Beamten überstanden das Attentat unverletzt. Peter Berger erhielt sieben Jahre Freiheitsstrafe.
Aufgrund seiner Leukämie-Erkrankung wurde 1985 der Strafvollzug gegen Theo Berger ausgesetzt. Wieder in Freiheit, wirkte er in Oliver Herbrichs Dokumentarfilm „Der Al Capone vom Donaumoos“ mit. Allerdings konnte er den Filmstart im Kino selbst nicht miterleben; er befand sich seit März 1986 wieder in Haft. Nachdem ihn Bankangestellte mit einem Komplizen beim Auskundschaften einer Bank beobachtet hatten, wurde eine Fahndung eingeleitet. Bergers gestohlener Mercedes wurde von Kripobeamten in Ismaning gesehen und verfolgt. Nach einer Verfolgungsjagd blieb der Pkw in einem Feld bei Aschheim stecken. Theo Berger und sein Komplize Otto H. schossen sofort auf die Polizeibeamten. Die beiden flüchteten zu Fuß weiter, Otto H. versteckte sich in einem Bauernhof. Berger gab sich der Bäuerin gegenüber als Polizist aus, rannte durch das Haus auf ein freies Feld. Berger wurde später in der Nähe des Autokinos Aschheim von einem Polizeihund gestellt. Sein Komplize hatte sich in einem Schuppen des Gehöftes versteckt und wurde ebenfalls vom Polizeihund aufgespürt. Bis zu der Festnahme hatte Berger bereits wieder mehrere Banküberfälle verübt. Wegen der Schüsse auf die Polizeibeamten und der Banküberfälle erhielt Berger weitere 12 Jahre Freiheitsstrafe plus 10 Jahre Sicherungsverwahrung.

Von seinen 62 Lebensjahren hat Berger insgesamt mehr als 39 Jahre hinter Gittern verbracht. Er wäre erst im Jahre 2036 wieder entlassen worden und hatte insgesamt ein Strafmaß von rund 137 Jahren angesammelt. Allerdings war kurz vor seinem Suizid aus humanitären Erwägungen ein Tag „Ausführung“ pro Woche geplant, den Berger bei der Familie seiner Tochter hätte verbringen können. Bevor es dazu kommen konnte, wurde Berger am 21. November 2003 in seiner Zelle in der Justizvollzugsanstalt Straubing erhängt aufgefunden. Berger wurde auf dem städtischen Friedhof in Neuburg/Donau beigesetzt.

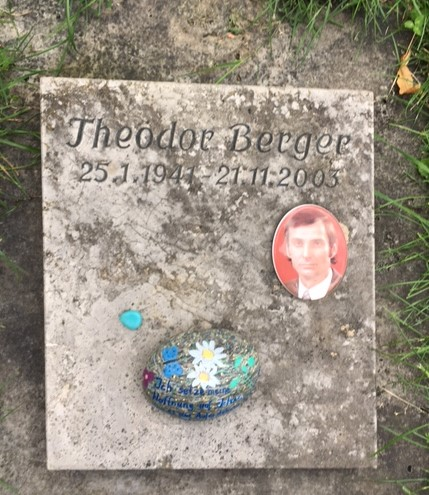
Grab von Theo Berger

## Theaterstück Theo Berger – Bruchstücke
Sein Leben wird auch im Theaterstück „Theo Berger – Bruchstücke“ gezeigt. Das Theaterstück schrieb Winfried Frey. Das Stück zeigt bruchstückweise Theo Bergers Beziehung zu Familie, Umfeld, Frauen – und sein Leben im Zuchthaus. Das Stück wurde 2006 im Stadttheater Neuburg an der Donau gespielt, ganz in der Nähe seines Geburtsortes und Wirkungskreises. Kritische Stimmen wandten sich dagegen, einen Kriminellen nun auch noch als Bühnenhelden zu glorifizieren. Das Stück wurde im Jahr 2012 erneut im Stadttheater Neuburg aufgeführt.

## Wirkung eines repressiven Strafrechts
In der öffentlichen Diskussion über eine Verschärfung des Jugendstrafrechts diente Bergers Geschichte als Beispiel, wie durch harte Bestrafung eine Verbrecherkarriere erst manifestiert werden kann. Durch die Einführung eines differenzierten Jugendstrafrechts, z. B. den
Täter-Opfer-Ausgleich, also Versuche den Schaden zu beheben, Sozialarbeit, Strafen im Sinne einer Wiedergutmachung gegenüber der Gesellschaft sowie Maßnahmen wie Arrest auf Probe, Freizeitentzug und ähnliches konnte die Rückfallquote der Verurteilten wesentlich verbessert werden.